# Svartjord

Ivan Sjisjkins målning föreställande chernozemlandskap.

Svartjord, eller tjernozem (från ryska, tjornyj som betyder svart, och zemlja som betyder jord), nästan helt svart jordmån med upp till en meter djupt humus. Svartjord bildas i grovkorniga, väldränerade och kalkrika markområden. Den förekommer främst i områden där vegetationen utgörs av grässtäpp. Jorden har mycket goda odlingsegenskaper och är eftertraktad i stora delar av världen. Namnet "tjernozem" myntades av den ryske geologen Vasilij Dokutjajev (1846–1903).

## Spridning och användning
Stora områden med uppodlad svartjord finns i bland annat Ryssland, Rumänien, Ungern, Ukraina och Moldavien samt ett jordbälte i Nordamerikas prärie. Det finns många olika typer av svarta jordmåner och de klassas olika beroende på vilket klassificeringssystem som används.
Den relativa bristen på regn i områdena med svartjord resulterar i att kalium, kalcium, natrium och magnesium inte sipprar ned särskilt långt i markdjupet, utan stannar i den odlingsbara humusens A-horisont. Under ofta återkommande torrperioder stiger kalciumkarbonat från B-horisonten med hjälp av kapillärverkan. Vindavsatt lössjord bidrar även till att ge svartjorden en lerig jordstruktur. Gräs trivs utmärkt i dessa förhållanden, och historiskt sett var jorden mycket svårhanterad med dåtidens träplogar på grund av gräsets täta rotsystem. Bönder ansåg att jorden var värdelös tills stålspetsplogen uppfanns under 1800-talet.

### Illegal export
Försäljning av jorden har varit förbjuden i Ukraina sedan år 1992. Trots detta säljs det svartjord för cirka 900 miljoner dollar om året från Ukraina. Den svarta marknaden underminerar en hållbar ekonomisk utveckling i Ukraina som framgångsrik spannmålsexportör när markena förstörs på grund av den illegala handeln. Jorden säljs som blomjord till trädgårdsbutiker runt om i världen, till farmare och växthus.